# Агафон (пасхалист)
Агафо́н — новгородский священник XVI века, составитель пасхалии на 8-е тысячелетие по православному календарю.

## Биография
Агафон был попом в церкви святых Гурия, Самона и Авива при соборе святой Софии в Новгороде.
По благословению новгородского архиепископа Макария в 1539 году Агафон составил новую пасхалию под именем: «Великий Миротворный Круг», то есть вспомогательные таблицы для определения пасхи. Древнерусские пасхалии Геннадия и владыки Василия в подлинном виде до нас не дошли.
Поскольку отсутствие таблиц, определявших время празднования Пасхи и других праздников в течение 8-го тысячелетия, содействовало распространению панических настроений в народе в связи с ожиданием конца света, еще в 1491 году Московский собор постановил продолжить пасхалию на 8-ю тысячу лет.
Сначала митрополит Зосима составил таблицы на 20 лет, затем архиепископ Новгородский Геннадий составил такие таблицы на 70 лет. Таблицы Агафона определяют празднование Пасхи в течение 532 лет.